# 공서초등학교 성문분교
공서초등학교 성문분교는 대한민국 경상북도 상주시에 있었던 공립 초등학교이다.

## 연혁
- 1962년 2월 10일 공서국민학교 효곡분교장으로 개교
- 1969년 3월 1일 성문국민학교로 승격
- 1981년 3월 1일 공서국민학교 성문분교
- 1996년 3월 1일 공서초등학교 성문분교
- 1999년 9월 1일 학생 수 감소로 옥산초등학교에 통폐합